# Daphnusa
Daphnusa — рід лускокрилих родини бражникових (Sphingidae). Представники роду поширені у Південній та Південно-Східній Азії.

## Види
- Daphnusa ailanti — (Boisduval, 1875)
- Daphnusa ocellaris — Walker, 1856
- Daphnusa philippinensis — Brechlin, 2009
- Daphnusa sinocontinentalis — Brechlin, 2009
- Daphnusa zythum — Haxaire & Melichar, 2009

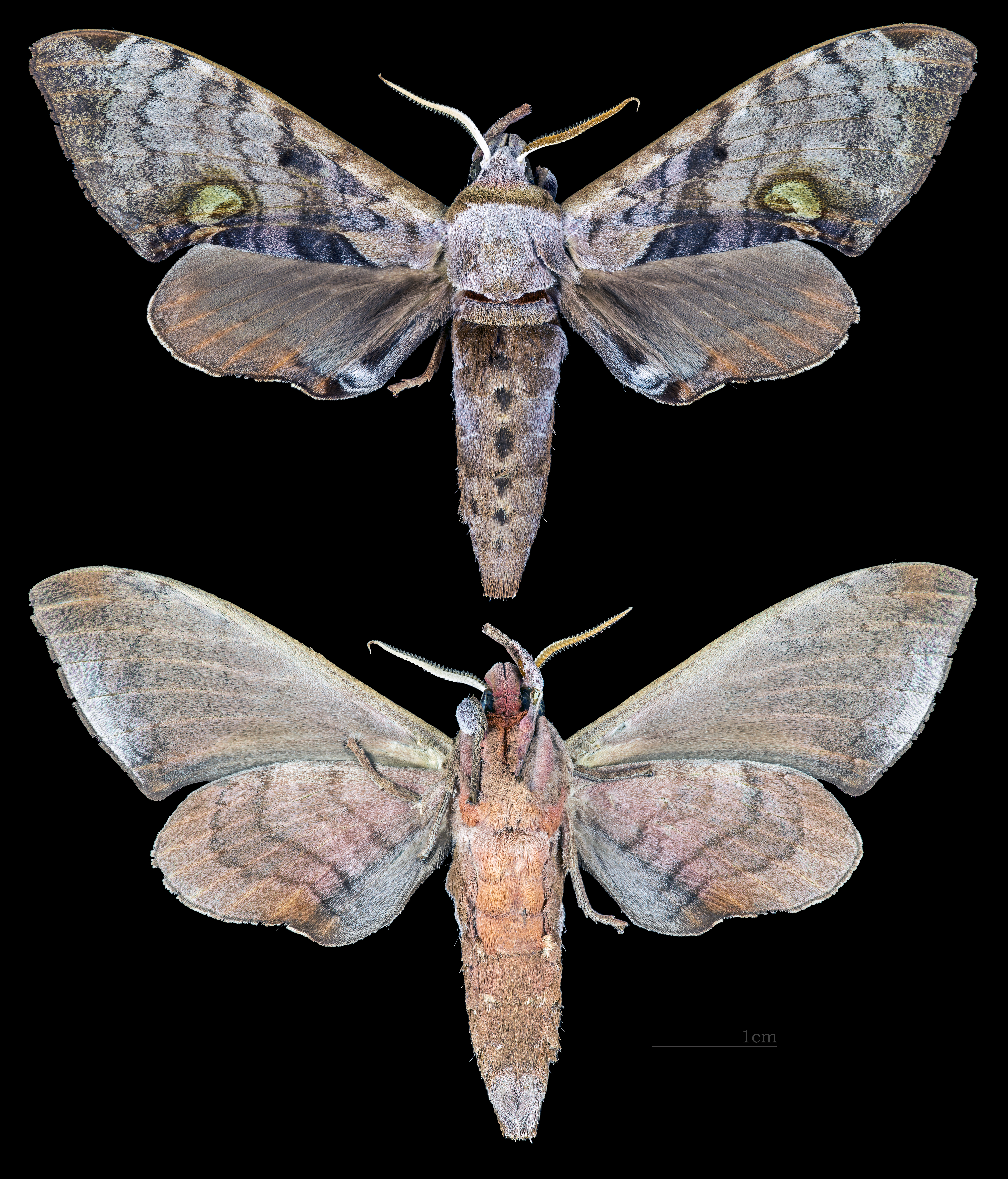
Daphnusa ocellaris
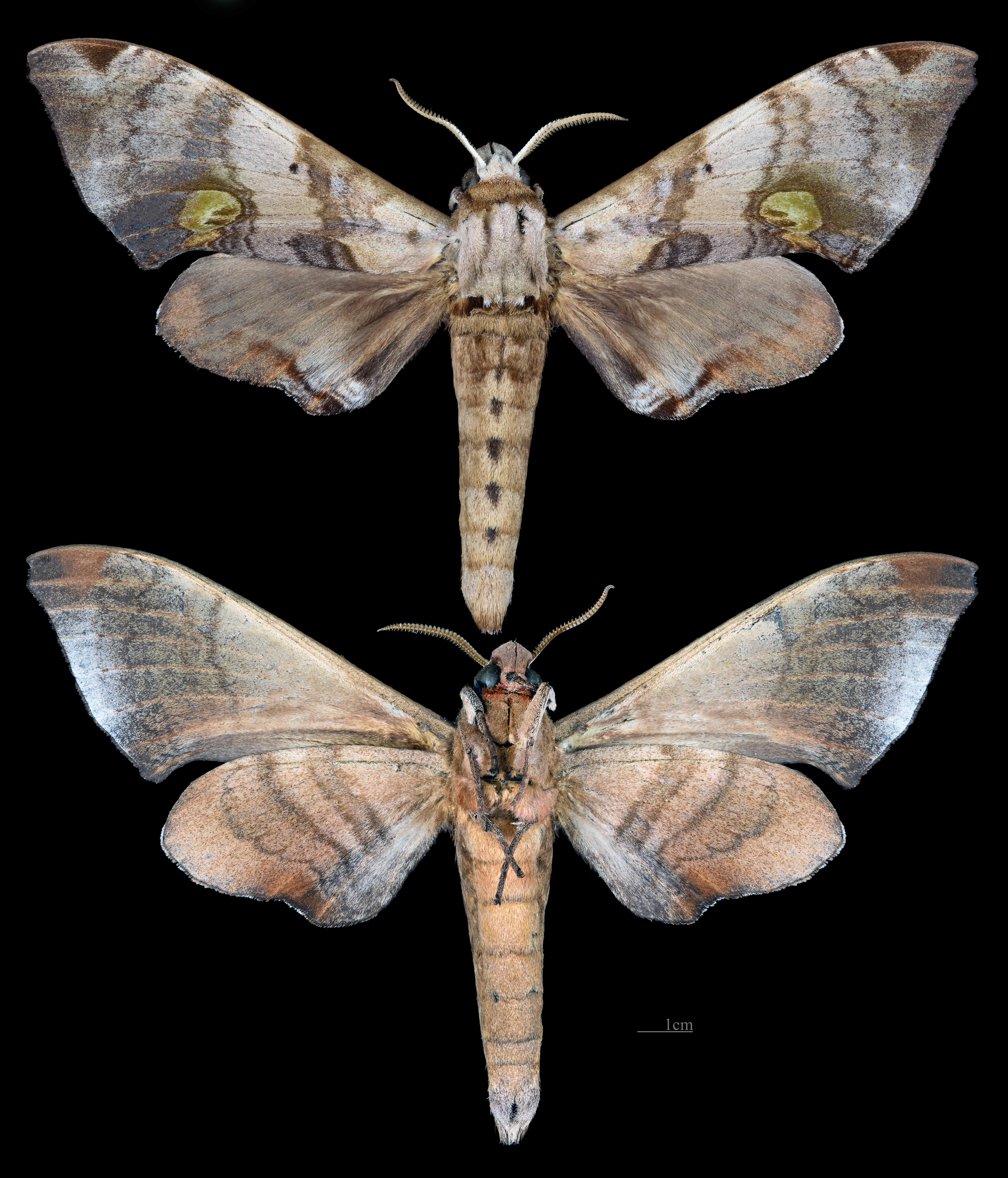
Daphnusa sinocontinentalis